# Штеффен, Хорст
Хорст Штеффен (нем. Horst Steffen; род. 3 марта 1969, Крефельд, Северный Рейн-Вестфалия) — немецкий футболист и футбольный тренер. Главный тренер клуба «Вердер».

## Карьера игрока
С 1975 года тренировался в академии «Байера 05» (Юрдинген). В 1987 году стал чемпионом Германии среди команд до 19 лет в одной команде с Марселем Витечеком. С 1988 года играл за основную команду и провёл до 1991 года 90 игр в Бундеслиге.
В 1991 году перешёл в «Боруссию» (Мёнхенгладбах), где за два сезона провёл 24 матча. Свой единственный гол забил в Кубке Германии в сезоне 1992/93. Во втором сезоне под руководством тренера Юргена Гельсдорфа вышел на поле лишь дважды. После назначения Бернда Краусса в ноябре 1992 года не провёл ни одного матча. В 1993 году вернулся в «Байер 05».
После трёх лет в Юрдингене перешёл в «Дуйсбург», где отыграл три сезона в Бундеслиге и три сезона во Второй Бундеслиге.
Всего сыграл 207 матчей в Бундеслиге и забил 16 голов. Во Второй Бундеслиге забил семь раз в 75 матчах.

## Тренерская карьера

### Начало карьеры
По окончании игровой карьеры стал тренером «Капеллен-Эрфта» из Ландеслиги Нижнего Рейна, шестого по силе дивизиона и в сезоне 2003/04 вывел команду в дивизион уровнем выше. После этого был тренером второй команды «Дуйсбурга», а потом — их юношеской команды до 19 лет. Перед сезоном 2009/10 перешёл на работу в академию «Боруссии» (Мёнхенгладбах). 1 июля 2010 года возглавил команду до 19 лет.
30 сентября 2013 года стал руководить командой Третьей лиги «Штутгартер Киккерс». В ноябре 2015 года был уволен после серии поражений. 24 декабря 2015 года стал новым тренером «Пройссена» (Мюнстер), но спустя чуть менее года, 4 октября 2016 года, был освобождён от должности. В сезоне 2017/18 возглавил «Кемницер», но команда под его руководством после первой половины сезона занимала место в зоне вылета, и Штеффен был отправлен в отставку.

### «Эльферсберг»
29 октября 2018 года был представлен в качестве нового главного тренера «Эльферсберга», выступавшего в Региональной лиге «Юго-Запад». В сезоне 2021/22 клуб опередил «Ульм 1846» и «Киккерс» (Оффенбах), став чемпионом и выйдя в Третью лигу. В первом же сезоне в Третьей лиге клуб Штеффена смог стать чемпионом, вновь подняться в классе и выйти во Вторую Бундеслигу.
По итогам первого сезона во Второй Бундеслиге «Эльферсберг» набрал 43 очка и занял 11-е место. В сезоне 2024/25 команда улучшила результат, заняв третье место, дающее право на стыковые матчи за повышение в Бундеслигу. После равной борьбы «Эльферсберг» уступил «Хайденхайму», пропустив гол в добавленное время в конце ответного матча, и упустил возможность выйти в Бундеслигу. За годы работы в «Эльферсберге» Хорст Штеффен стал известен атакующим стилем игры и развитием молодых игроков, таких как Ник Вольтемаде, Пауль Ваннер, Фисник Асллани, Мухаммед Дамар и Элиас Баум. Всего в качестве главного тренера клуба Штеффен провёл 257 игр.

### «Вердер»
Перед началом сезона 2025/26 стал главным тренером «Вердера», таким образом впервые возглавив клуб Бундеслиги.

## Достижения

### В качестве тренера
«Эльферсберг»
- Чемпион Третьей лиги: 2022/23
- Чемпион Региональной лиги «Юго-Запад»: 2021/22

## Личная жизнь
Хорст Штеффен — сын бывшего футболиста дюссельдорфской «Фортуны» Бернхарда Штеффена, дважды сыгравшего за национальную сборную ФРГ.
После получения среднего образования Хорст Штеффен прошёл обучение на специалиста по социальному страхованию.

## Тренерская статистика
| Дуйсбург II                    | 1 июля 2006      | 30 июня 2008     | 68  | 30  | 12  | 26  | 044,12 |
| Дуйсбург (до 19)               | 1 июля 2008      | 30 июня 2009     | 28  | 10  | 7   | 11  | 035,71 |
| Боруссия Мёнхенгладбах (до 19) | 1 июля 2010      | 29 сентября 2013 | 90  | 53  | 13  | 24  | 058,89 |
| Штутгартер Киккерс             | 30 сентября 2013 | 4 ноября 2015    | 89  | 38  | 24  | 27  | 042,70 |
| Пройссен Мюнстер               | 24 декабря 2015  | 4 октября 2016   | 28  | 8   | 5   | 15  | 028,57 |
| Кемницер                       | 1 июля 2017      | 2 января 2018    | 23  | 5   | 4   | 14  | 021,74 |
| Эльферсберг                    | 29 октября 2018  | 30 июня 2025     | 257 | 151 | 51  | 55  | 058,75 |
| Вердер                         | 1 июля 2025      | настоящее время  | 1   | 0   | 0   | 1   | 000,00 |
| Всего                          | Всего            | Всего            | 584 | 295 | 116 | 173 | 050,51 |